# Kanadische Unterhauswahl 1935
- CCF: 7
- UF: 1
- Lib: 173
- Unabh.: 3
- Kons: 39
- SoCred: 17
- Sonst.: 5

Die 18. kanadische Unterhauswahl (englisch 18th Canadian General Election, französisch 18e élection fédérale canadienne) fand am 14. Oktober 1935 statt. Gewählt wurden 245 Abgeordnete des kanadischen Unterhauses (engl. House of Commons, frz. Chambre des Communes). Die von William Lyon Mackenzie King angeführte Liberale Partei konnte nach fünf Jahren in der Opposition die Konservative Partei von Richard Bedford Bennett bezwingen und errang die absolute Mehrheit der Sitze.

## Die Wahl
Hauptthema des Wahlkampfs waren die sozialen Folgen der Weltwirtschaftskrise. Bennett, seit 1930 Premierminister, hatte in seinen ersten Amtsjahren wenig unternommen, um die Wirtschaft zu stimulieren. Er war überzeugt, hohe Schutzzölle und der Handel innerhalb des Britischen Empire würden ausreichen, um die Rezession zu überwinden. In den letzten Monaten seiner Amtszeit stieß er seine Positionen jedoch um und versuchte, dem populären New Deal von Franklin D. Roosevelt nachzueifern. Enttäuscht über die hohe Arbeitslosigkeit und die Inaktivität der Bundesregierung, waren die Wähler dennoch nicht mehr bereit, die Konservativen weiterhin regieren zu lassen.
Die Konservativen waren auch von innerparteilichen Spannungen betroffen. In seinen ersten Amtsjahren hatte Bennett jene verärgert, die wirtschaftliche Interventionen befürworteten. Seine Hinwendung zu staatlichen Eingriffen kurz vor der Wahl machte ihn in seiner eigenen Partei unglaubwürdig. Handelsminister Henry Herbert Stevens trat aus der Partei aus und gründete die Reconstruction Party (Partei des Wiederaufbaus).
King versprach sanfte Reformen zur Verbesserung der Wirtschaftslage, was bei vielen Wählern auf Zustimmung stieß. Trotz eines leicht geringeren Wähleranteils als fünf Jahre zuvor konnten die Liberalen einen überwältigenden Wahlsieg feiern und gewannen 173 Sitze. Die Reconstruction Party nahm den Konservativen viele Stimmen weg, so dass diese auf nur 39 Sitze kamen (das schlechteste Ergebnis bis zum Zusammenbruch der Partei im Jahr 1993). Die Liberalen sollten bis 1957 an der Macht bleiben.
Die Progressive Partei und die United Farmers of Alberta, die bisher in Westkanada dominiert hatten, waren bedeutungslos geworden und traten gar nicht erst an. Stattdessen entstanden im Westen zwei neue Bewegungen. Die sozialistische Co-operative Commonwealth Federation kam auf 7 Sitze, die Social Credit Party sogar auf 17 Sitze.
Die Wahlbeteiligung betrug 74,2 %.

## Ergebnisse

### Gesamtergebnis

Übersicht der Provinzen und Territorien

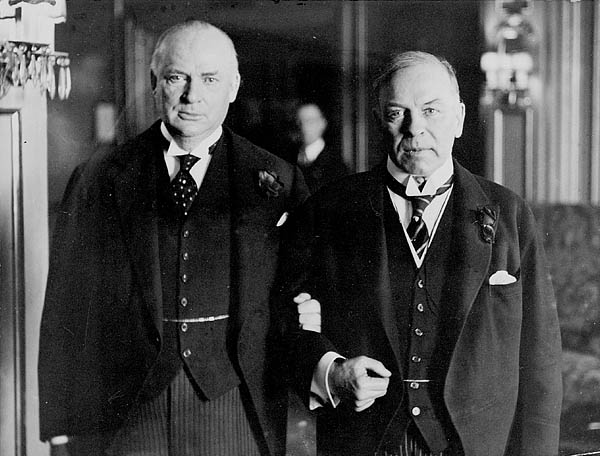
Richard Bedford Bennett (links) und William Lyon Mackenzie King (rechts)

| Partei | Partei                               | Vorsitzender                | Kandi- daten | Sitze 1930 | Sitze 1935 | +/−  | Stimmen   | Wähler- anteil | +/−       |
| ------ | ------------------------------------ | --------------------------- | ------------ | ---------- | ---------- | ---- | --------- | -------------- | --------- |
|        | Liberale Partei                      | William Lyon Mackenzie King | 245          | 090        | 173        | + 83 | 1.967.839 | 44,68 %        | + 0,65 %  |
|        | Konservative Partei                  | Richard Bedford Bennett     | 228          | 134        | 039        | − 95 | 1.290.671 | 29,30 %        | − 18,49 % |
|        | Social Credit Party                  | John Horne Blackmore        | 046          |            | 017        | + 17 | 180.679   | 4,10 %         | + 4,10 %  |
|        | Co-operative Commonwealth Federation | James Shaver Woodsworth     | 121          |            | 007        | + 07 | 410.125   | 9,31 %         | + 9,31 %  |
|        | Liberal-Progressive                  |                             | 005          | 003        | 004        | + 01 | 29.569    | 0,67 %         | − 0,48 %  |
|        | Reconstruction Party                 | Henry Herbert Stevens       | 172          |            | 001        | + 01 | 384.462   | 8,73 %         | + 8,73 %  |
|        | Unabhängige Liberale                 |                             | 024          |            | 001        | + 01 | 54.239    | 1,23 %         | + 0,86 %  |
|        | Unabhängige                          |                             | 013          | 002        | 001        | − 01 | 17.207    | 0,39 %         | − 0,16 %  |
|        | United Farmers of Ontario/Labour     |                             | 001          |            | 001        | + 01 | 7.210     | 0,16 %         | + 0,16 %  |
|        | Unabhängige Konservative             |                             | 004          |            | 001        | + 01 | 1.078     | 0,02 %         | − 0,26 %  |
|        | Kommunistische Partei                | Tim Buck                    | 012          |            |            |      | 20.140    | 0,46 %         | + 0,34 %  |
|        | Labour Party                         |                             | 005          | 002        |            | − 02 | 14.423    | 0,33 %         | - 0,35 %  |
|        | Progressiv-Konservative              |                             | 002          | 001        |            | − 01 | 12.220    | 0,28 %         | − 0,13 %  |
|        | Verdun-Kandidat                      |                             | 001          |            |            |      | 4.214     | 0,09 %         | + 0,09 %  |
|        | Anti-Kommunisten                     |                             | 001          |            |            |      | 3.961     | 0,09 %         | + 0,09 %  |
|        | nicht bekannt                        |                             | 003          |            |            |      | 3.407     | 0,08 %         | − 0,11 %  |
|        | Independent Reconstructionist        |                             | 001          |            |            |      | 865       | 0,02 %         | + 0,02 %  |
|        | Technokrat                           |                             | 001          |            |            |      | 733       | 0,02 %         | + 0,02 %  |
|        | Liberal-Labour                       |                             | 001          |            |            |      | 708       | 0,02 %         | − 0,17 %  |
|        | Sozialistische Partei                |                             | 001          |            |            |      | 251       | 0,01 %         | + 0,01 %  |
|        | Independent Labour                   |                             | 001          | 001        |            | - 01 | 221       | 0,01 %         | − 0,40 %  |
|        | Veteran                              |                             | 001          |            |            |      | 79        | < 0,01 %       |           |
|        | United Farmers of Alberta            |                             |              | 009        |            | − 09 |           |                |           |
|        | Progressive Partei                   |                             |              | 003        |            | − 03 |           |                |           |
| Gesamt | Gesamt                               | Gesamt                      | 546          | 245        | 245        |      | 4.404.301 | 100,0 %        |           |

### Ergebnis nach Provinzen und Territorien
| Partei      | Partei                               | Partei      | BC   | AB   | SK   | MB   | ON   | QC   | NB   | NS   | PE   | YK   | Gesamt |
| ----------- | ------------------------------------ | ----------- | ---- | ---- | ---- | ---- | ---- | ---- | ---- | ---- | ---- | ---- | ------ |
|             | Liberale Partei                      | Sitze       | 6    | 1    | 16   | 10   | 56   | 59   | 9    | 12   | 4    |      | 173    |
|             | Liberale Partei                      | Anteil in % | 31,8 | 21,6 | 40,8 | 31,7 | 42,2 | 56,0 | 57,2 | 52,7 | 58,3 | 44,4 | 44,7   |
|             | Konservative Partei                  | Sitze       | 5    | 1    | 1    | 1    | 25   | 5    | 1    |      |      |      | 39     |
|             | Konservative Partei                  | Anteil in % | 24,9 | 17,6 | 18,0 | 27,9 | 35,8 | 27,5 | 31,9 | 34,5 | 38,4 |      | 29,8   |
|             | Co-operative Commonwealth Federation | Sitze       | 3    |      | 2    | 2    |      |      |      |      |      |      | 7      |
|             | Co-operative Commonwealth Federation | Anteil in % | 32,7 | 12,0 | 21,3 | 19,4 | 8,0  | 0,6  |      |      |      |      | 8,8    |
|             | Social Credit Party                  | Sitze       |      | 15   | 2    |      |      |      |      |      |      |      | 17     |
|             | Social Credit Party                  | Anteil in % | 0,6  | 46,6 | 17,8 | 2,0  |      |      |      |      |      |      | 4,1    |
|             | Liberal-Progressive                  | Sitze       |      |      |      | 4    |      |      |      |      |      |      | 4      |
|             | Liberal-Progressive                  | Anteil in % |      |      |      | 10,5 |      |      |      |      |      |      | 0,7    |
|             | Reconstruction Party                 | Sitze       | 1    |      |      |      |      |      |      |      |      |      | 2      |
|             | Reconstruction Party                 | Anteil in % | 7,3  | 0,7  | 1,3  | 5,9  | 11,4 | 9,3  | 9,7  | 12,7 | 3,4  |      | 8,7    |
|             | Unabhängige Liberale                 | Sitze       |      |      |      |      |      | 1    |      |      |      |      | 1      |
|             | Unabhängige Liberale                 | Anteil in % |      |      |      | 0,2  | 0,6  | 3,8  | 0,4  | 0,3  |      |      | 1,2    |
|             | Unabhängige                          | Sitze       | 1    |      |      |      |      |      |      |      |      |      | 1      |
|             | Unabhängige                          | Anteil in % | 1,8  |      |      | 0,1  | 0,2  | 0,7  | 0,8  |      |      |      | 0,4    |
|             | United Farmers of Ontario/Labour     | Sitze       |      |      |      |      | 1    |      |      |      |      |      | 1      |
|             | United Farmers of Ontario/Labour     | Anteil in % |      |      |      |      | 0,5  |      |      |      |      |      | 0,2    |
|             | Unabhängige Konservative             | Sitze       |      |      |      |      |      |      |      |      |      | 1    | 1      |
|             | Unabhängige Konservative             | Anteil in % |      |      |      |      |      |      |      |      |      | 55,6 | < 0,1  |
|             | Kommunistische Partei                | Anteil in % | 0,5  | 1,1  | 0,8  | 0,7  | 0,5  | 0,3  |      |      |      |      | 0,5    |
|             | Labour Party                         | Anteil in % | 0,3  |      |      |      | 0,5  | 0,5  |      |      |      |      | 0,3    |
|             | Progressiv-Konservative              | Anteil in % |      |      |      | 0,5  |      | 0,7  |      |      |      |      | 0,1    |
|             | Verdun-Kandidat                      | Anteil in % |      |      |      |      |      | 0,4  |      |      |      |      | 0,1    |
|             | Anti-Kommunisten                     | Anteil in % |      |      |      |      | 0,2  |      |      |      |      |      | 0,1    |
|             | nicht bekannt                        | Anteil in % |      |      |      |      | 0,1  | 0,1  |      |      |      |      | 0,1    |
|             | Independent Reconstruction           | Anteil in % |      |      |      |      |      | 0,1  |      |      |      |      | < 0,1  |
|             | Technokrat                           | Anteil in % |      | 0,3  |      |      |      |      |      |      |      |      | < 0,1  |
|             | Liberal-Labour                       | Anteil in % |      |      |      |      |      | 0,1  |      |      |      |      | < 0,1  |
|             | Sozialistische Partei                | Anteil in % | 0,1  |      |      |      |      |      |      |      |      |      | < 0,1  |
|             | Independent Labour                   | Anteil in % |      |      |      |      |      | 0,1  |      |      |      |      | < 0,1  |
|             | Veteran                              | Anteil in % |      |      |      |      |      | 0,1  |      |      |      |      | < 0,1  |
| Sitze total | Sitze total                          | Sitze total | 16   | 17   | 21   | 17   | 82   | 65   | 10   | 12   | 4    | 1    | 245    |